# روس إينسورث
روس إينسورث هو سياسي أسترالي، ولد في 25 سبتمبر 1947 في هاميلتون في أستراليا. انتخب عضو الجمعية التشريعية لأستراليا الغربية ‏.